# Super-Kamiokande

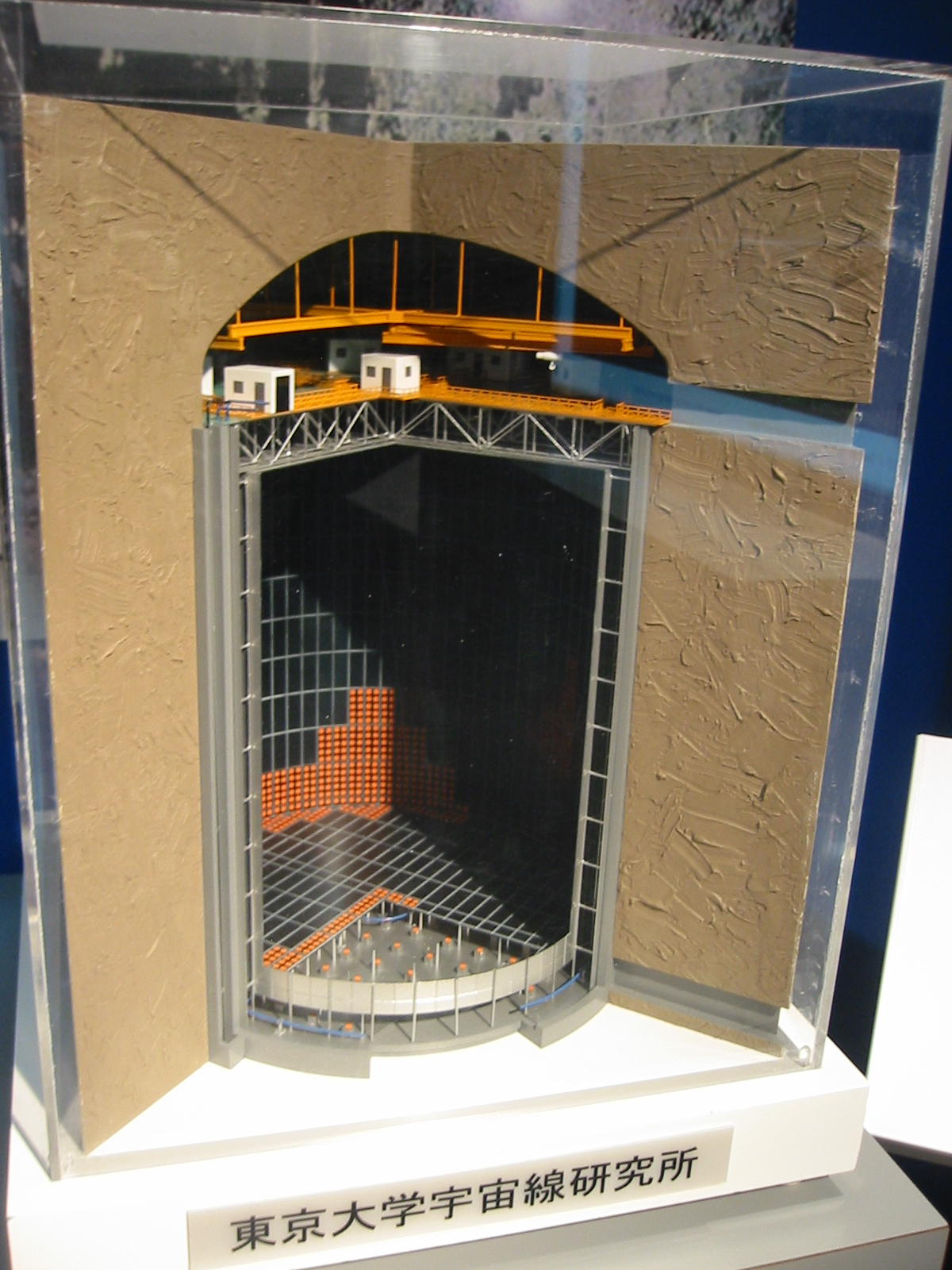
Makieta komory z detektorem

Super-Kamiokande albo Super-K (ang. Super-Kamioka Neutrino Detection Experiment) – wodny detektor promieniowania Czerenkowa o masie 50 000 ton, znajdujący się w kopalni niedaleko miejscowości Kamioka w Japonii. Kontynuacja prowadzonego w latach 1983–1995 eksperymentu Kamiokande (ang. Kamioka Nucleon Decay Experiment) z mniejszym 300-tonowym detektorem.
Początkowo służył do poszukiwań rozpadu protonu, a od 1986 roku do rejestracji neutrin słonecznych. Neutrina wykrywa się poprzez promieniowanie Czerenkowa emitowane przez cząstki wybite (lub powstałe) w oddziaływaniu z neutrinem.
Detektor Super-Kamiokande został oddany do użytku w 1996 roku. Po dwóch latach jego działania opublikowano wyniki badań na temat neutrin atmosferycznych powstających w ziemskiej atmosferze w oddziaływaniach z promieniowaniem kosmicznym. Stwierdzono zależność liczby neutrin mionowych od odległości, jaką przebyły (odległość można oszacować znając kierunek lotu neutrina), co jest dowodem na tzw. zjawisko oscylacji neutrin.
Detektor Super-Kamiokande znajduje się 1000 m pod ziemią w kopalni Mozumi, pod szczytem góry Ikeno w części Kamioka miasta Hida. Jest to cylindryczny zbiornik ze stali nierdzewnej o wysokości i średnicy około 40 m, wypełniony 50 000 ton wody i wyposażony w około 13 000 fotopowielaczy (ang. PhotoMultiplier Tubes, PMT). Fotopowielacze rejestrują stożek światła Czerenkowa emitowany przez naładowane cząstki poruszające się w wodzie szybciej niż światło w tym ośrodku. Zadaniem detektora jest detekcja mionów i elektronów wytworzonych w oddziaływaniach quasi-elastycznych przez prądy naładowane (ang. Charged Current Quasi-Elastic, CCQE) przez odpowiednio νμ i νe. Ze względu na stosunkowo dużą masę, miony zwykle zachowują swój kierunek, przez co wytwarzają dobrze określony stożek światła Czerenkowa widziany przez PMT jako pierścień o wyraźnych krawędziach. W przeciwieństwie do niego elektrony, ze względu na mniejszą masę, są bardziej podatne na rozproszenie i prawie zawsze wytwarzają kaskadę elektromagnetyczną, widzianą przez PMT jako pierścień o rozmytych krawędziach. Energia neutrina jest wyznaczana na podstawie kierunku i energii naładowanego leptonu wyprodukowanego w oddziaływaniu CCQE. W ten sposób obliczane są widma energii νμ i νe, a przez to wyznaczane są parametry oscylacji rządzące zanikiem neutrin mionowych i pojawianiem się neutrin elektronowych.
W latach 1999–2004 detektor był wykorzystany w eksperymencie K2K, w którym wiązka neutrin wysyłana była z laboratorium KEK. W 2010 roku wystartował eksperyment T2K, tym razem neutrina produkowane są w ośrodku J-PARC w Tōkai (prefektura Ibaraki).
Zespół Super-Kamiokande, który reprezentował profesor Uniwersytetu Tokijskiego, Yōji Totsuka (1942–2008), został laureatem Nagrody Asahi za 1998 rok.